# Гідроталькіт
Гідроталькіт (рос. гідроталькіт; англ. hydrotalcite; нім. Hydrotalkit m) — мінерал, водний гідроксилкарбонат магнію та алюмінію.

## Етимологія та історія
Названо за тальковим виглядом та вмістом води — давньогрецькі ὕδωρ, hýdor, «вода» німецьким хіміком Карлом Христіаном Хохштеттером 1842 року.

## Загальний опис
Хімічна формула: Mg6Al2(OH)16CO3х4H2O.
Сингонія тригональна.
Форми виділення: пластинки з базальною спайністю.
Твердість 2. Густина 2,05.
Білий з коричнюватим відливом. Риска біла.
Жирний на дотик.
Блиск від перламутрового до воскового. Продукт зміни шпінелей.
Тісно асоціює з манасеїтом в серпентинітах. Знайдений в районі Снарум і Нордмарк (Норвегія), в штаті Нью-Йорк (США).